# Сходження Люцифера
«Сходження Люцифера» (англ. Lucifer Rising) — окультна містерія Кеннета Енґера, натхненна вченням Телеми Алістера Кроулі .

## Сюжет
Сили природи — виверження вулканів, бурхливі водні потоки, місячне затемнення — переривають сон давнього божества Люцифера.
Символіка фільму побудована на символіці Телеми — релігійно-філософського вчення, створеного Алістером Кроулі. Давні боги прокидаються. Ізіда та Озіріс викрешують блискавки, аби народилося дитя Ґор. Ґор-воїтель списом вбиває дитину, що символізує втрату цноти. В Магічному колі танцює великий посвячений та конус від його танцю іде в небо. Прокидається Люцифер. Володар нового Еону, в руках якого фігури давніх богів стають статуями. Людство виходить на новий еволюційний рівень.

## В ролях
- Кеннет Енґер — Маг
- Дональд Кеммелл — Озіріс
- Боббі Босолей — камео

## Історія створення
Кеннет Енґер почав знімати «Сходження Люцифера» 1966 року, але більшу частину матеріалів було викрадено. Робота над картиною затяглася на всі 1970-ті та її було закінчено лише 1980 року. Зйомки фільму відбувались у Єгипті, Німеччині та Англії в місцях, де в майбутньому існував культ Сонця. Музику до фільму «Сходження Люцифера» було записано гітаристом Боббі Босолеєм, членом «Сім'ї» Чарльза Менсона, в тюрмі Трейсі, де музикант в той час відбував свій довічний строк за співучасть у вбивстві Шерон Тейт.
«Сходження Люцифера» — останній закінчений фільм Кеннета Енґера.